# علی‌آباد جدید (دلفان)
علی‌آباد جدید یک منطقهٔ مسکونی در ایران است که در دهستان نورعلی شهرستان دلفان واقع شده‌است. علی‌آباد جدید ۲۰ نفر جمعیت دارد.